# N'Guigmi (département)
N’Guigmi  est un département du sud-est Niger situé dans la région de Diffa.

## Géographie

### Administration
N’Guigmi  est un département de 133 005 km2 de la région de Diffa.

Son chef-lieu est la ville de N’Guigmi.
Son territoire se décompose en :
- Communes urbaines : N’Guigmi.
- Communes rurales : Kabelawa, N'Gourti.

### Situation

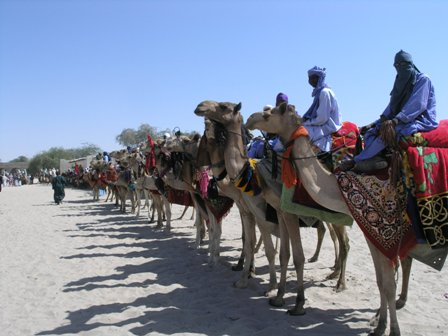
Chameliers à N’Guigmi.

Le département de N’Guigmi  est entouré par :
- au nord : la région de Agadez (département de Bilma),
- à l'est : le Tchad,
- au sud : les départements de Diffa et Maïné-Soroa,
- à l'ouest : la région de Zinder (département de Gouré),

Il s'étend au sud-est jusqu'aux rives du lac Tchad.

## Population
La population de la commune urbaine de N'Guigmi est estimée à environ 78 824 habitants selon le dernier recensement administratif de la population organisé en mai 2022 par la commune.
Avec une densité de 0,6 hab./km2, le département est l'un des moins peuplés du Niger.

## Économie

### Industrie minière
Le Niger produit du pétrole depuis fin 2011 à partir du gisement d'Agadem, dans la zone du Termit-Ténéré près de la frontière du Tchad. L'exploitation est réalisé en coopération avec la China National Petroleum Company (CNPC).
Les réserves sont estimées début 2012 à 320 millions de barils, et la production à environ 20 000 barils par jour. Le pétrole est transféré par oléoduc vers la raffinerie de Zinder, située à Ollelewa dans le département de Tanout, pour y être raffiné
.